# هنري ستاكمان
هنري ستاكمان (بالفرنسية: Henri Stuckmann)‏ (مواليد 15 يوليو 1906) هو ملاكم فرنسي، مثّل بلاده في الألعاب الأولمبية الصيفية 1924.

## روابط خارجية
هنري ستاكمان على موقع أوليمبيديا (الإنجليزية)